# NHIndustries NH90
El NHIndustries NH90 és un helicòpter militar polivalent de mida mitjana i dos motors. Va ser desenvolupat a partir dels requisits de l'OTAN per a un nou helicòpter militar capaç d'operar en entorns marítims. Fou el primer helicòpter de producció amb control per senyals elèctrics.

## Versions

### NFH: NATO Frigate Helicopter
La funció principal de la versió NFH és la lluita autònoma antisubmarina (ASW) i antisuperfície (ASuW), sobretot des de vaixells de guerra. També poden fer tasques d'aprovisionament vertical (VERTREP), cerca i rescat i transport de tropes.

### TTH: Tactical Transport Helicopter

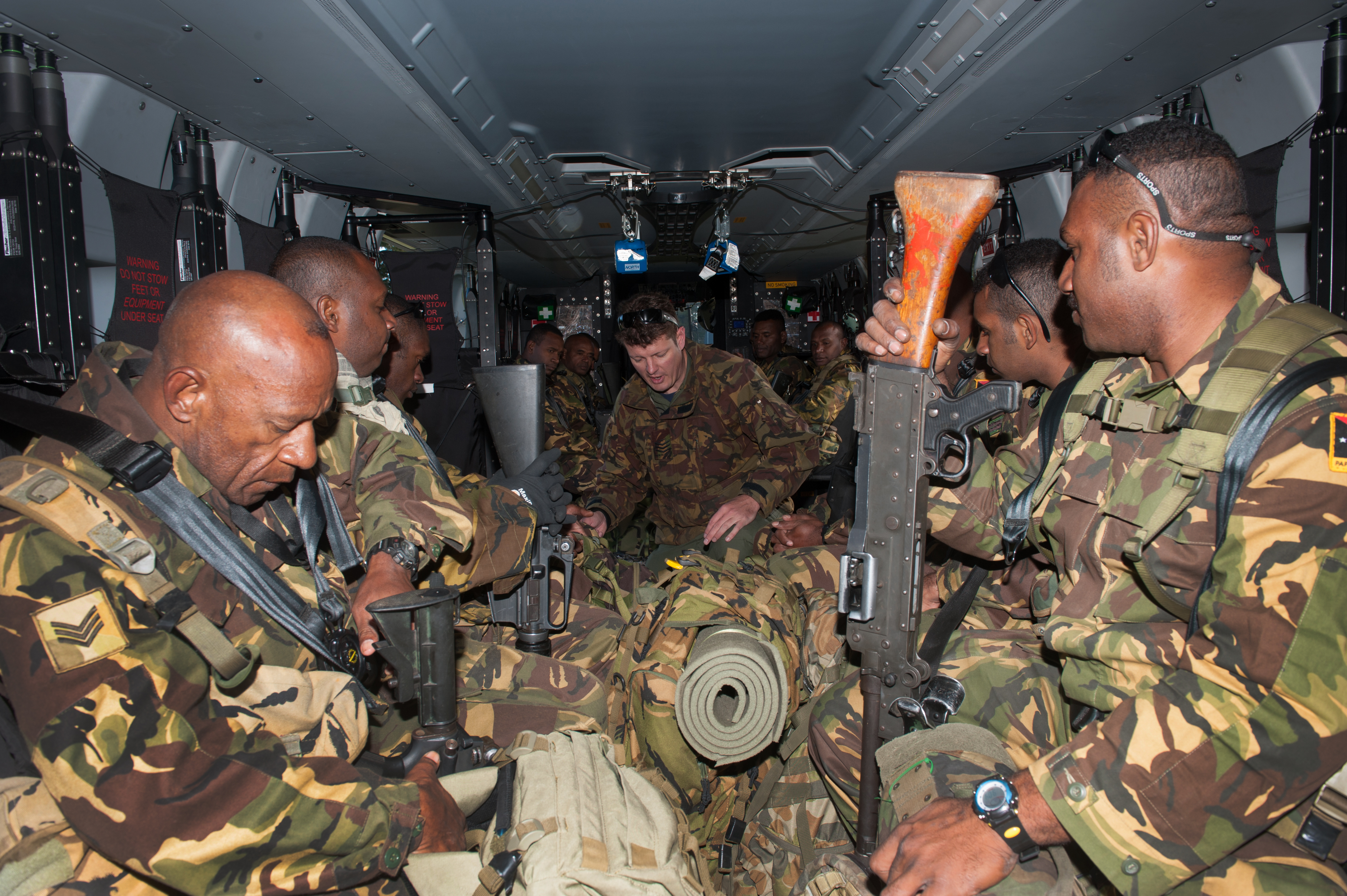
NH-90 neozelandès transport tropes de Papua Nova Guinea.

La funció primària de la versió TTH és el transport de 20 tropes o més de 2.500 kg de càrrega interna, així com tasques de cerca i rescat i transport de ferits.

## Operadors

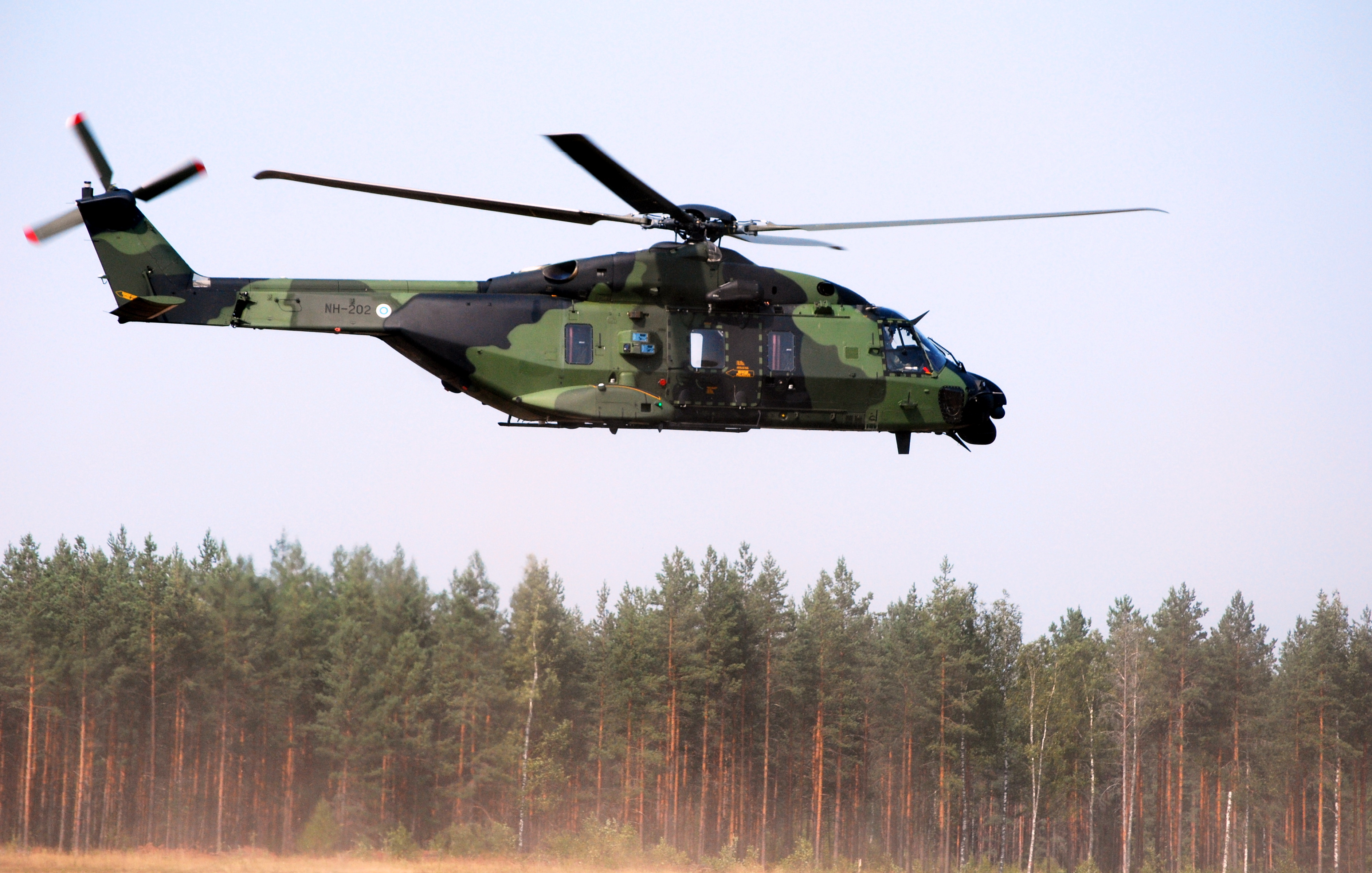
NH90 Finlandès

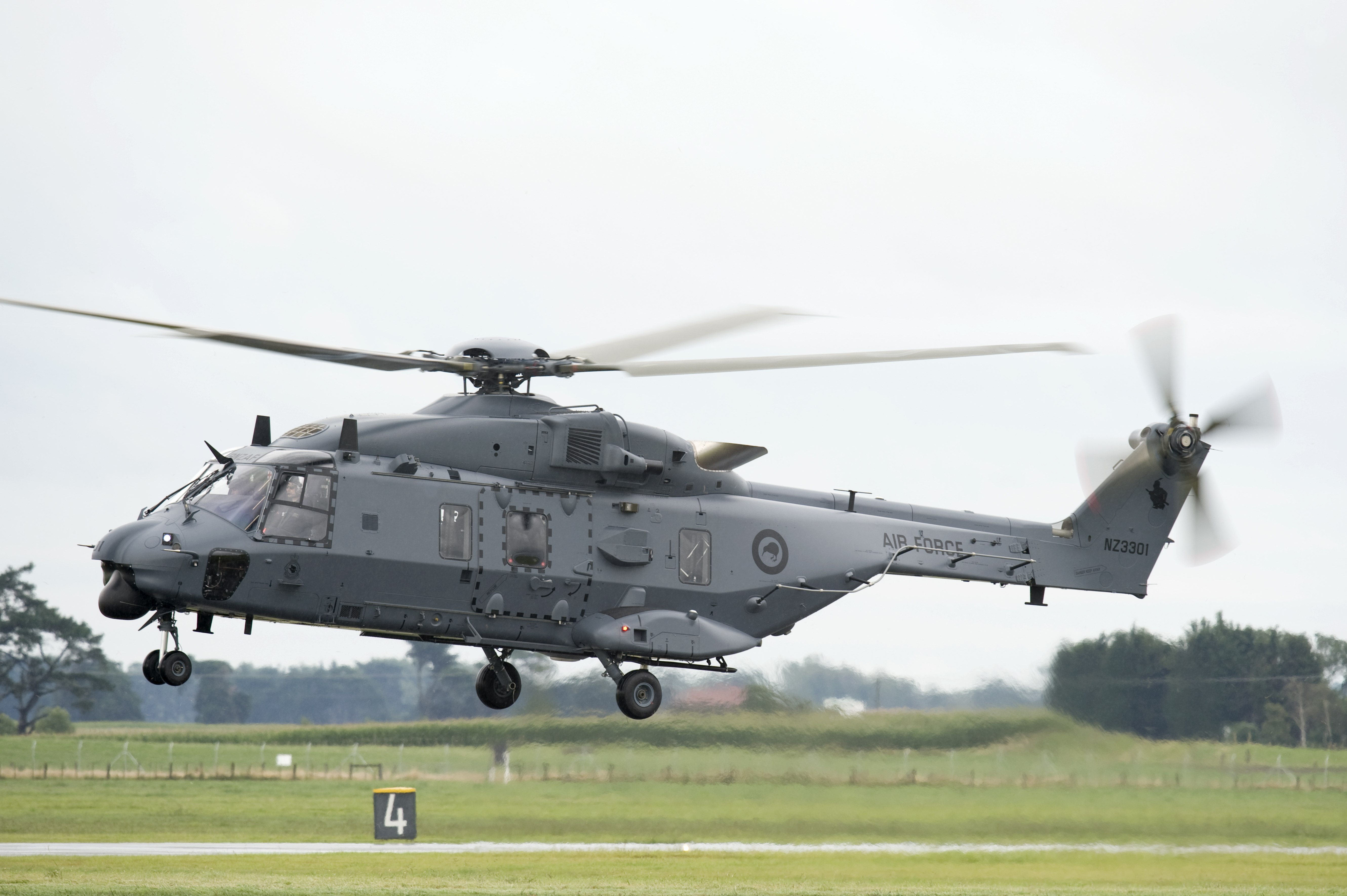
NH90 neozelandès

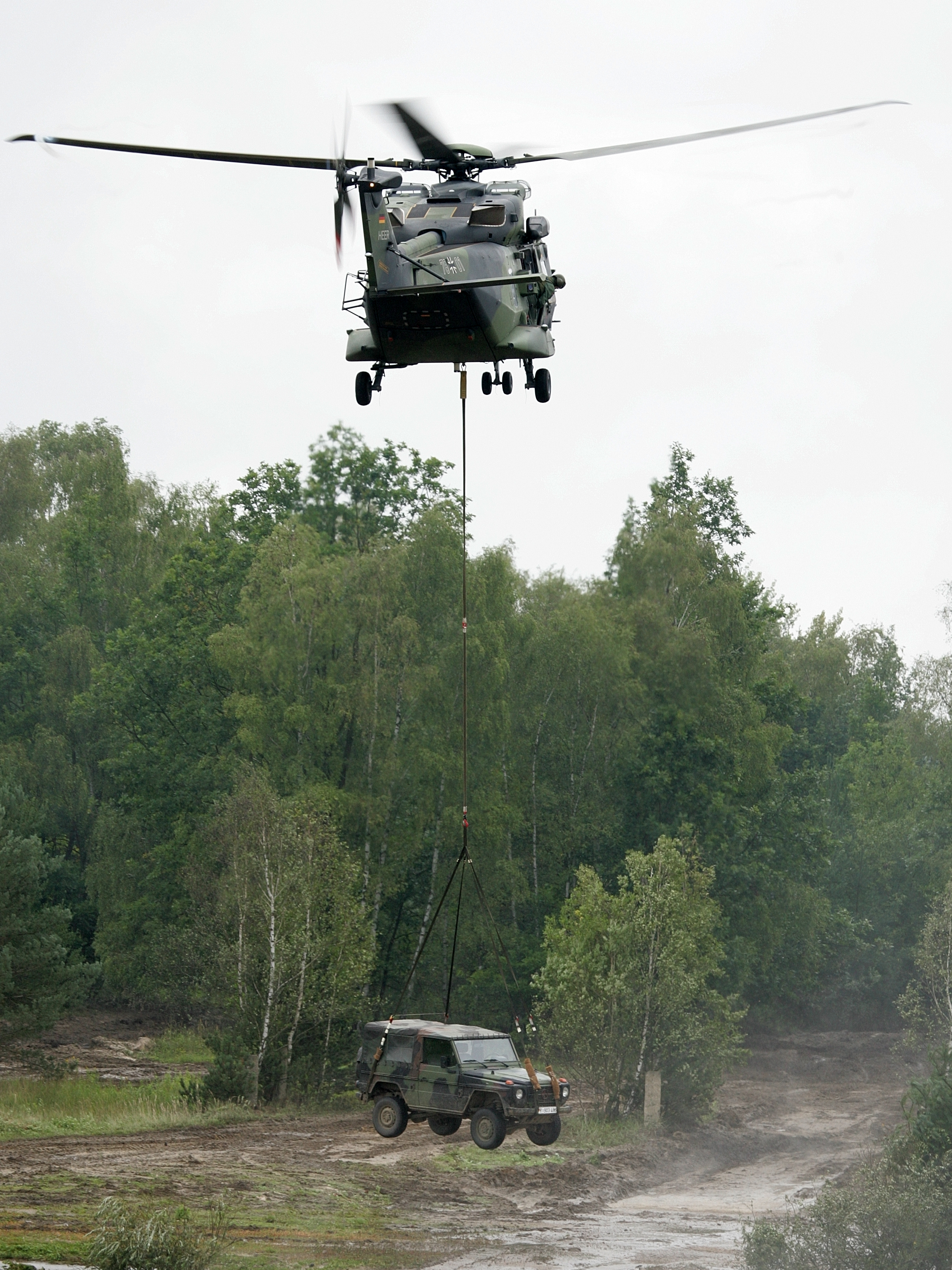
NH90 alemany hissant un vehicle lleuger blindat Wolf

Austràlia
- Exèrcit australià[4]
- Marina Reial australiana[5]

 Bèlgica
- Belgian Air Component[4]

 Finlàndia
- Exèrcit finlandès[4]

 França
- Exèrcit francès[4]
- Marina francesa[4]

 Alemanya
- Exèrcit alemany[4]
- Marina alemanya (18 en ordre)[4]

 Grècia
- Exèrcit grec[4]

 Itàlia
- Exèrcit italià[4]
- Marina italiana[4]

 Països Baixos
- Força aèria reial holandesa[4]

 Nova Zelanda
- Força aèria reial neozelandesa[4]

 Noruega
- Força aèria reial noruega[4]
- Marina reial noruega[4]

 Oman
- Força aèria reial d'Oman[4]

 Espanya
- Exèrcit espanyol (22 en ordre)[4]

 Suècia
- Forces aèria sueques[4]

## Especificacions

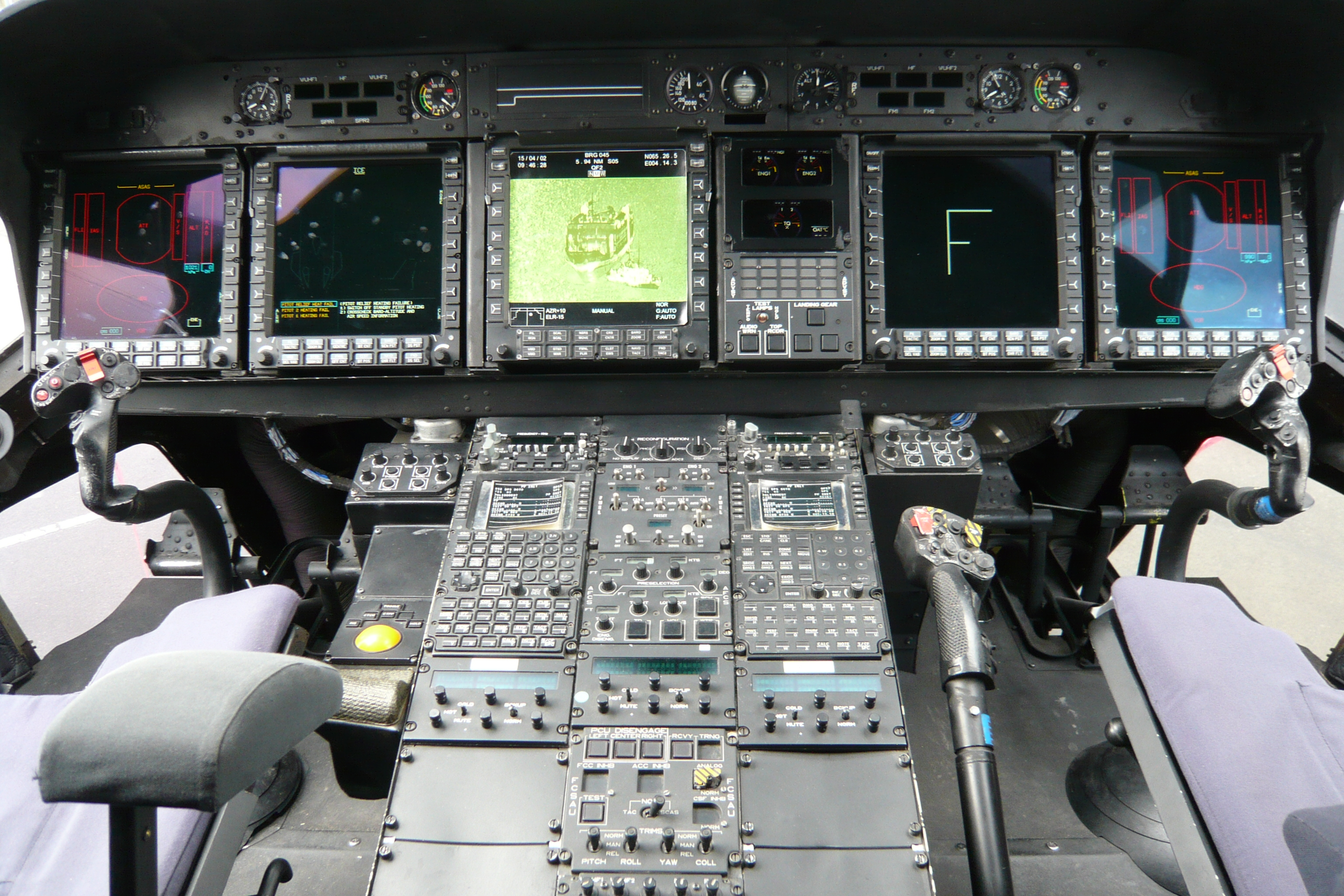
La cabina de cristall d'un NH90

Dades de International Directory
Característiques generals
- Tripulació: 2 pilots (i operadors de sensors per a tasques antisubmarines o antisuperfície en la versió NFH)
- Capacitat: 20 tropes assegudes, 12 lliteres en evacuació mèdica, 2 palets OTAN o 4.200 kg penjats amb un estrop a l'exterior
- Longitud: 16,13 m
- Diàmetre del rotor: 16,30 m
- Alçada: 5,23 m
- Pes buit: 6.400 kg
- Càrrega útil: 4.200 kg
- Pes màxim d'enlairament: 10.600 kg
- Motors: 2×  turboeix Rolls-Royce Turbomeca RTM322, 1.662 kW  cadascun, o 2 turboeixos General Electric T700 de 1.577 kW (2,115 cv) cadascun  cada un

 Rendiment 
- Velocitat màxima: 300 km/h (162 nusos)
- Abast: 800 km (TTH); 1.000 km (NFH)
- Sostre de servei: 6.000 m
- Ràtio d'ascens: 8 m/s

Armament

2 metralladores a les portes laterals i, en la versió NFH, torpedes antisubmarins o míssils antivaixell